# Narodowy Komitet Pojednania i Rozwoju
Narodowy Komitet Pojednania i Rozwoju (fr. Comité national du rassemblement et du développement, CNRD) – junta wojskowa rządząca Gwineą od 5 września 2021. CNRD przejęła władzę w zamachu stanu w Gwinei dokonanym w dniu 5 września 2021. Pułkownik Mamady Doumbouya, przywódca zamachu stanu, oświadczył, że CNRD będzie kierować krajem przez 18-miesięczny okres przejściowy. 